# ラティック

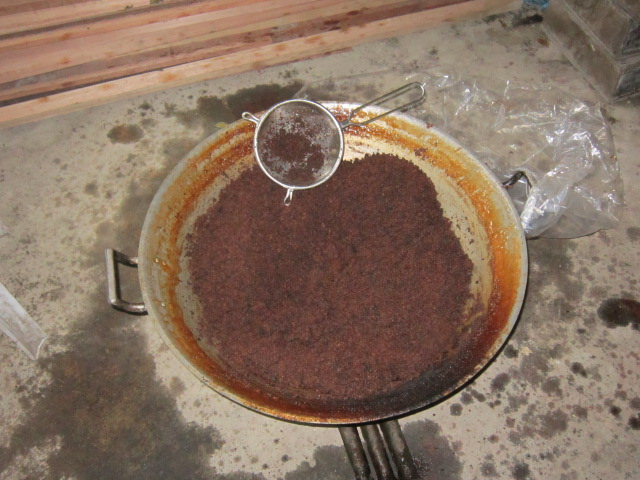
ココナッツ油生産の副産物であるラティック

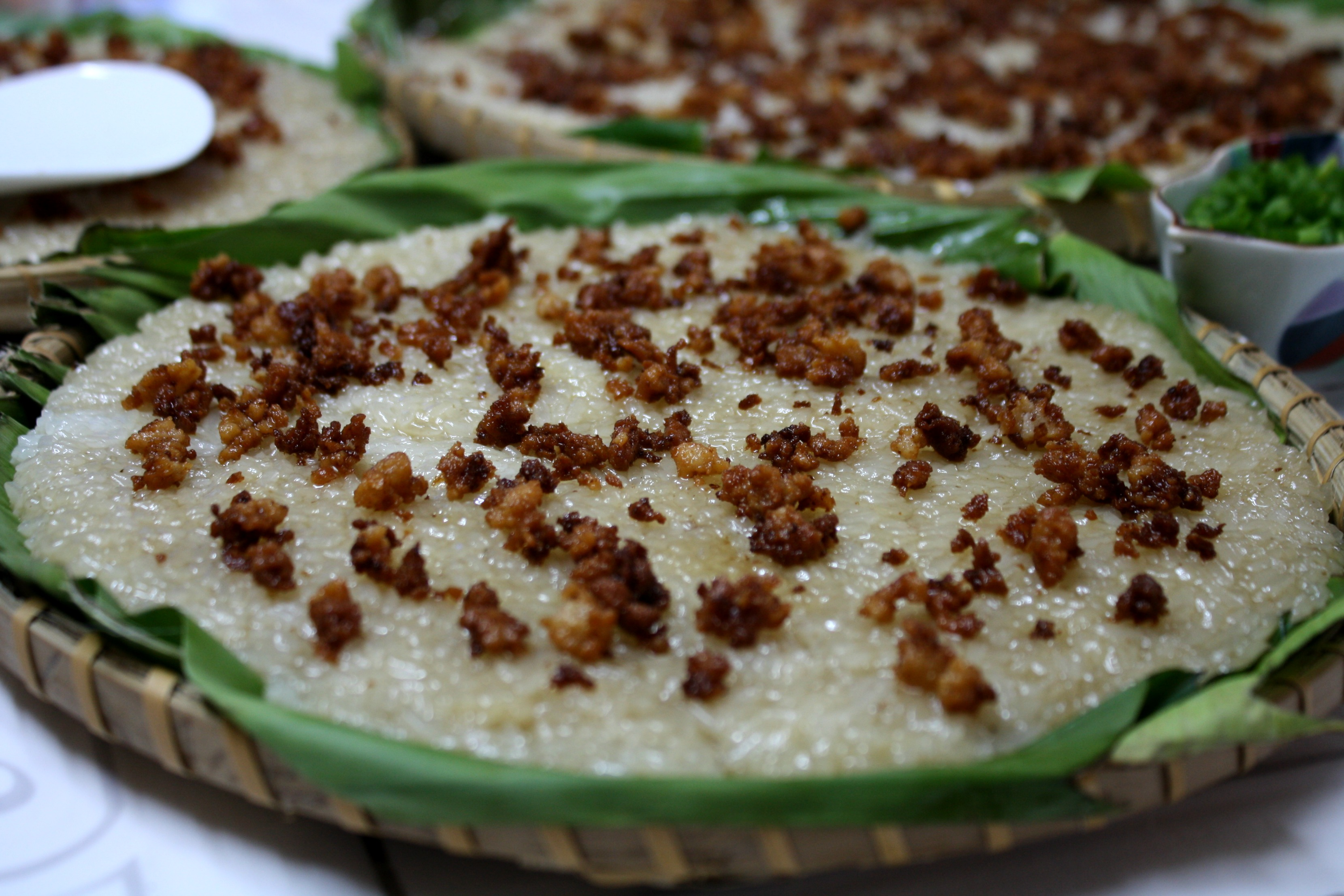
ココナッツカードをトッピングしたビコ

ラティック(Latík)は、フィリピン料理で用いられるココナッツベースの調味料である。地域により、異なる2種類のものを指す。ビサヤ諸島のラティックは、キャラメル化したココナッツクリーム（ココナッツキャラメル）で、デザートソースとして用いられる。一方、フィリピン北部では、ココナッツ油を取る際の固形の副産物（ココナッツカード）を指し、様々なデザートの付け合わせとして用いられる。

## ビサヤのラティック
ラティックは、ビサヤ語の元々の意味では「シロップ」を意味する（ヒリガイノン語のarnibalに相当）。この言葉は、ジャムを含む、濃度の高い甘い液体全般を指す言葉である。しかし、最も一般的には、ココナッツミルクと砂糖を煮詰めて作るシロップ状の調味料を指す。
シロップとほぼ同様に、カラマイやスマン等の料理に用いる。英語化して「ココナッツキャラメル」とも呼ばれる。ココナッツシロップとして国際的に販売もされているが、ココナッツの樹液から作るココナッツシュガーと混同しやすい。

## タガログのラティック
ルソン島のラティックは、表面でココナッツ油とココナッツカードが形成され始めるまで、ココナッツミルクをソースパンで煮詰めて作る。得られたココナッツカードをココナッツ油で黄金色になるまで揚げる。ココナッツカードは、ビサヤではセブアノ語でlunok、キナライア語でbalutaiとして知られる。
このラティックは、マハブランカ、サピンサピン、ウベハラヤ等の様々なフィリピン料理のトッピングとして用いられる。
キャラメル化したココナッツ果肉を揚げたもので、付け合わせやデザートとして食べられるブカヨと混同されることがある。